# 都一處

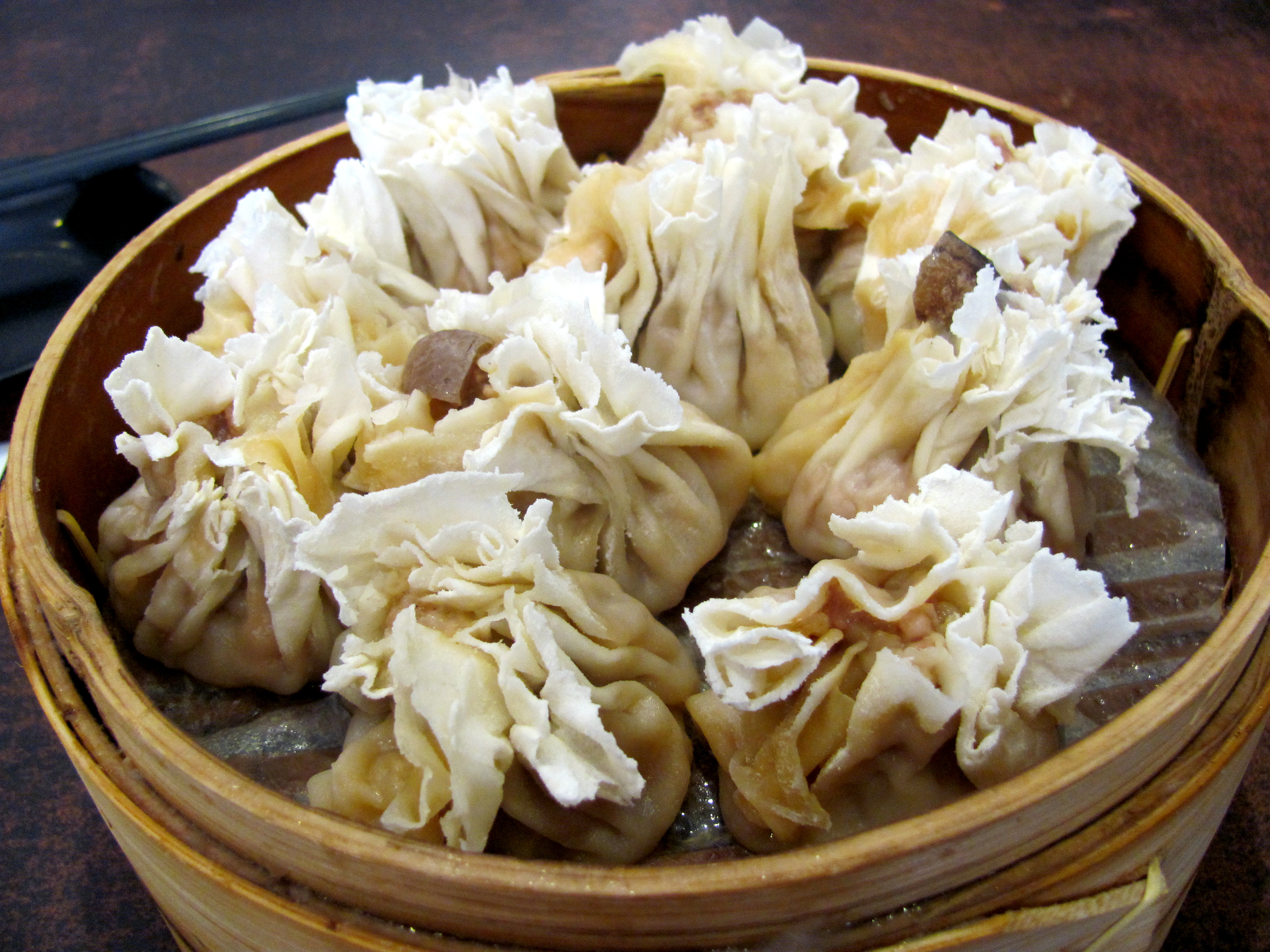
都一處的烧麦

都一處，是北京市一家中华老字号饭馆，如今隶属于北京便宜坊烤鸭集团有限公司，总店位于北京市东城区前门大街36号。都一处的烧麦是北京名小吃。

## 简介
都一處始建于清朝乾隆三年（1738年），2002年加入北京便宜坊烤鸭集团有限公司，为中华人民共和国商务部首批认定的“中华老字号”。
据说，清朝乾隆三年（1738年），山西人王瑞福在北京创办了“王记酒铺”。传说，乾隆十七年（1752年）除夕，乾隆帝赴通州微服私访，回宫途中经过前门大街，感觉饥渴，当时商铺已全打烊，仅有王记酒铺仍挑灯营业，乾隆帝便率随从入店进餐，由于菜香酒醇，乾隆帝大悦。听掌柜说该店尚无字号，乾隆帝说：“这个时候，京都只有你一家营业，就叫‘都一處’吧！”回宫以后，乾隆帝御题“都一處”，派人制成一块头匾，由太监送至店中。都一處声名大震，名人、官员纷纷来此聚餐，生意日隆。据说都一處还将乾隆帝当晚坐过的太师椅覆盖上黄缎子，下面垫黄土，敬放于店内，规定任何人不得再坐。
其后都一處长期未能增加经营品种。直到清朝同治年间，才增加了烧麦、炸三角等主食，并增添炒菜。都一處的菜肴选料精细，做工讲究，特别是回锅肉富有特色。当时，北京的李静山写诗赞曰：“京都一處共传呼，休问名传实有无。细品瓮头春酒味，自堪压倒碎葫芦。”
中华民国时期，都一處传至李德馨手中。据说，李德馨不善经营，成天花天酒地挥霍，没钱便来都一處店中取，还克扣伙计的工钱及年底奖金。伙计便炒菜多放油，做烧麦多放佐料，打酒多给，想把买卖搞垮。结果因为饭菜质量好，吃饭的人反而增多。都一處的马莲肉、晾肉名贯北京，烧麦、炸三角也很出名。
日本占领时期，都一處和北京城内其他工商业同样生意不好，当时不少饭馆关门，都一處留存下来。据老人们说，都一處原来并不在前门大街上，而在鲜鱼口街西口路南，为一间门脸，楼上暗处放有一把覆盖着黄缎子的太师椅，据说是乾隆帝来此吃饭时坐过的椅子。经过多次装修翻建，1964年都一處迁入如今的前门大街东侧的两层新楼，营业面积达到170平方米。同年秋，郭沫若来到都一處欣赏乾隆帝御赐的蝠头匾之后，又为都一處题匾。文化大革命中，都一處更名为“燕京烧卖馆”，1981年恢复老字号“都一處”。 1997年4月，都一處再度翻建，1998年8月18日重新开业。新建的都一處是三层楼，营业面积400平方米，一层主要经营烧麦，且恢复了传统凉菜“晾肉”和“马莲肉”，二层经营山东风味的炒菜，也承办宴会。
都一處因“都一處烧麦”而闻名，该店员工还曾赴日本传授烧麦制作技艺。1989年，“都一處烧麦”获中华人民共和国商业部餐饮最高奖“金鼎奖”。2000年，“都一處烧麦”又获认定为“中华名小吃”。2008年，“都一處烧麦制作技艺”列入国家级非物质文化遗产名录。同年，都一處被认定为“北京市著名商标”。
如今，位于前门大街的都一處总店摆放有一组铜人塑像，再现了乾隆帝夜访并题名的故事。

## 美食
烧麦
炸三角
乾隆白菜
芥茉鸭掌